# Field Recording

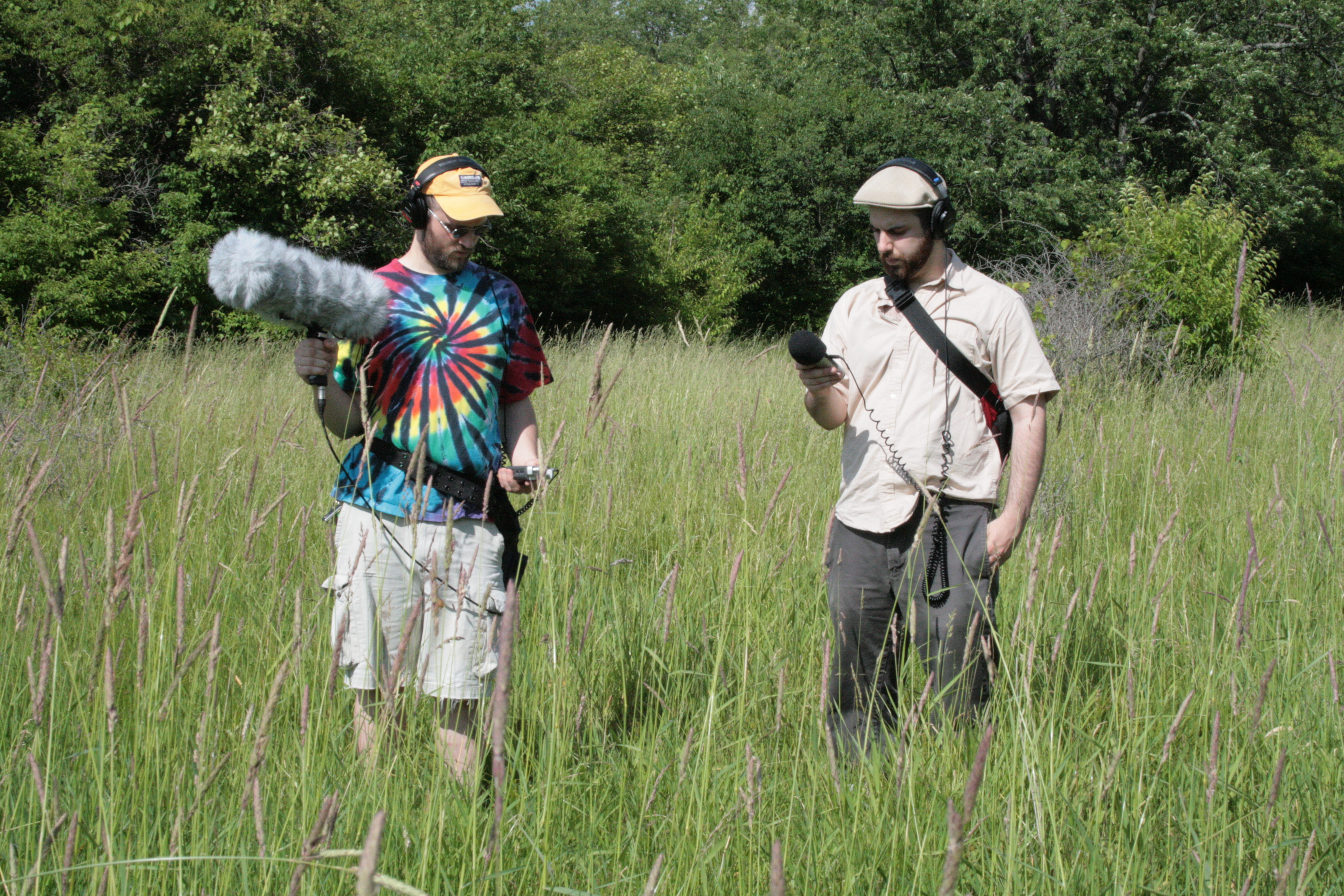
Tonaufnahmen in der Natur. Die Fellumhüllung des Mikrofons dämpft Windgeräusche.

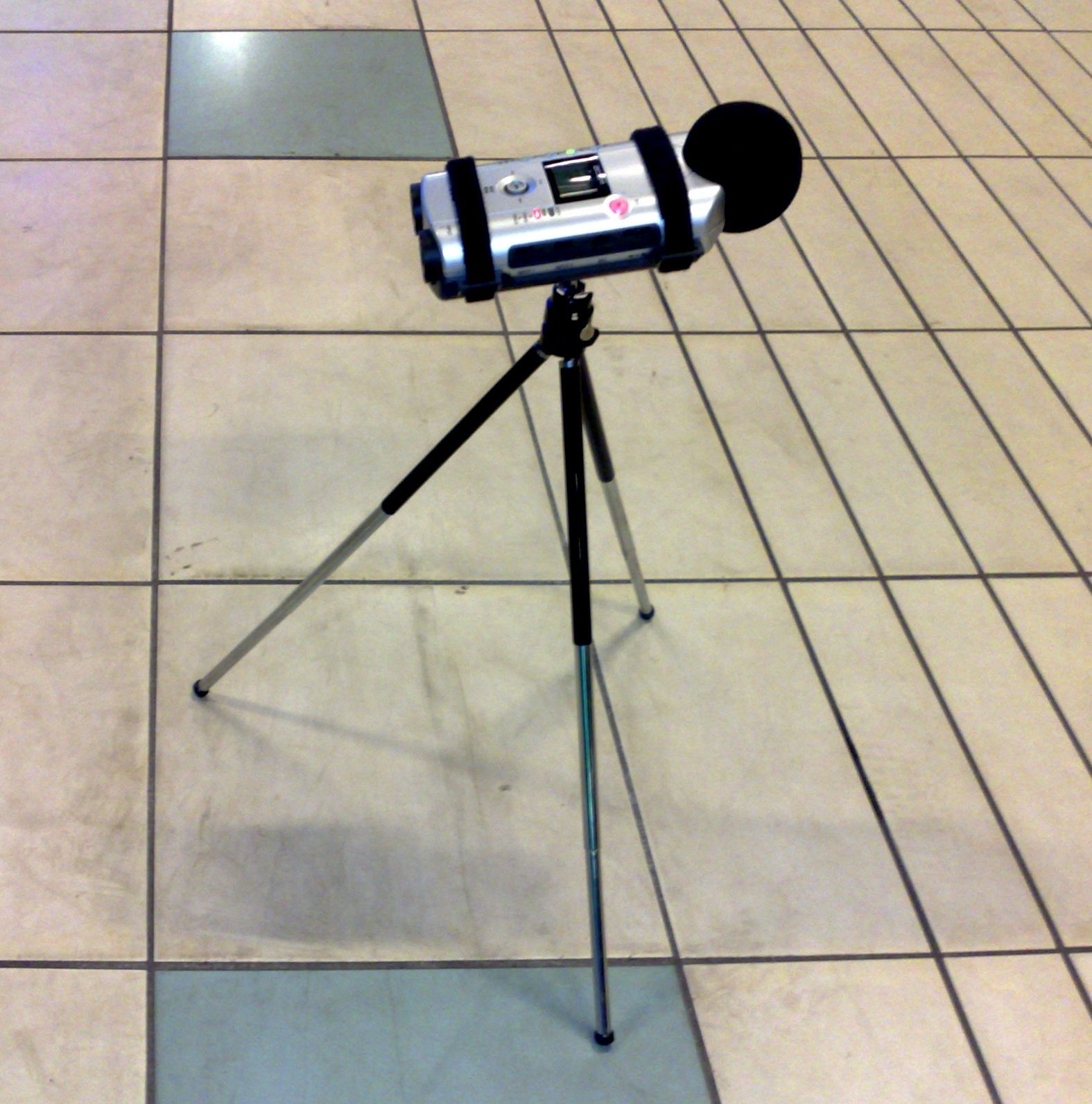
Ein moderner, portabler Audiorekorder mit digitaler Aufzeichnung auf einem Dreibein-Stativ

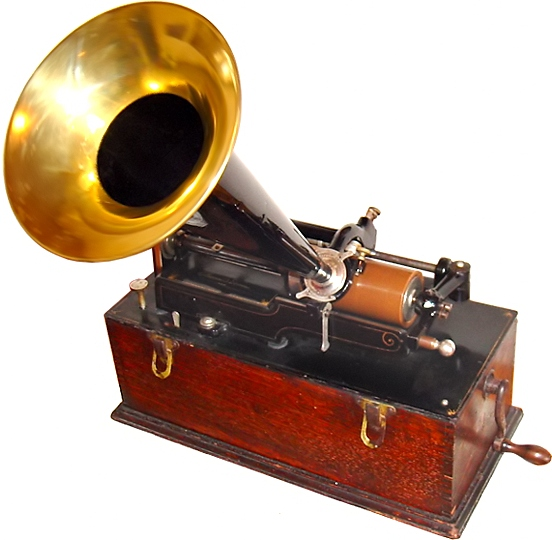
Edisons „Home Phonograph“ mit Aufzeichnung auf einer Wachswalze, um 1900

Als Field Recording (englisch „Feldaufnahme“) bezeichnet man die Aufzeichnung von nicht eigens erzeugten Klängen, natürlichen Schallereignissen oder vorgefundener Klanglandschaften außerhalb eines Tonstudios. Im engeren Sinne sind hier insbesondere Aufnahmen von Natur- beziehungsweise Umgebungsgeräuschen gemeint, die mithilfe portabler Aufnahmegeräte realisiert werden. Dies waren im 20. Jahrhundert zumeist analoge Tonbandgeräte, später Kassettenrekorder. Heute werden zumeist digitale Geräte verwendet, etwa Voice-Recorder, Laptops mit externem Bediengerät und geeigneter Software, oder dedizierte Field Recorder. Der Bereich des Field Recordings ist eng verbunden mit der technischen Phonographie, in Anlehnung an die Fotografie wird dieser Begriff daher manchmal auch synonym gebraucht. Feldaufnahmen unterscheiden sich von Aufnahmen im Studio vor allem durch den Ursprung und die Natur des Klangmaterials, durch die Technik, die äußeren Bedingungen und das Equipment.

## Geschichte
Der Ursprung des Field Recordings ist auf Thomas Edisons Erfindung des Phonographen (1877) zurückzuführen. Ursprünglich entwickelte er den Phonographen, auch Sprechmaschine genannt, um Reden im amerikanischen Kongress, Gerichtsprozesse oder geschäftliche Konferenzen aufzuzeichnen und somit mühselige Mitschreibarbeiten zu minimieren. Durch die Weiterentwicklung von Aufnahmegeräten, speziell die Entwicklung tragbarer, high-quality-fähiger Geräte, gewann das Genre des Field Recordings im 20. Jahrhundert immer mehr an Beliebtheit. Feldaufnahmen finden heute außerdem Verwendung als Stilmittel in Musikgenres wie Ambient, Musique concrète und verwandten Richtungen. Des Weiteren werden Field Recordings zu dokumentarischen oder wissenschaftlichen Zwecken u. a. in der Ethnologie, Musikethnologie, Soziolinguistik, Phonetik und Bioakustik genutzt.
Beim Field Recording steht das Einfangen von Geräuschen im Vordergrund, unabhängig davon, wie oder wodurch sie erzeugt wurden. Ursprünglich stand der Gedanke der Dokumentation im Vordergrund, jedoch kam es schon bald zu Bearbeitungen mit ästhetischen Zielsetzungen, so dass durch Manipulationen und Kombinationen unterschiedlicher Aufnahmen Sounds für Film und Radio geschaffen wurden, die zunächst in Hörspielen, dann Jingles u. Ä. als Effekte genutzt wurden.
Field Recording und Soundscape haben sich zu eigenständigen Formen der Klangkunst entwickelt. Einige Künstler und Labels engagieren sich schwerpunktmäßig in diesen Bereichen. Wegweisend dafür waren die Arbeiten von Raymond Murray Schafer und seinen Mitarbeiterinnen beim World Soundscape Project, wie Hildegard Westerkamp und Barry Truax (verarbeitete Field Recordings mit Granularsynthese) in den 1970er und 80er Jahren.

## Musikethnologie

Der deutsche Ethnologe Adolf Bastian war ein Vorreiter bei der Einbeziehung von Tonaufnahmen in der Völkerkunde.

Das Mittel der Feldaufnahme stellt im Bereich der Musikethnologie eines der wichtigsten wissenschaftlichen Werkzeuge dar. Die Musikethnologie untersucht Musik in einem kulturell-gesellschaftlichen Kontext. Die Erfindung des Phonographen durch Edison ermöglichte es Forschern, erstmals Tonaufnahmen mit Hilfe von Wachswalzen herzustellen und gab ihnen so die Möglichkeit, das aufgenommene Material im Nachhinein zu begutachten usf.

### Deutschsprachiger Raum
Die Gründungen des Wiener und des Berliner Phonogramm-Archivs (1899/1900) gingen einher mit der Entstehung der Vergleichenden Musikwissenschaft. Den Grundstein für das Berliner Phonogrammarchiv legte Carl Stumpf zusammen mit seinem Schüler Otto Abraham, einem Berliner Frauenarzt und Musikpsychologen. Zusammen nahmen sie 1900 mit Hilfe eines Edison-Phonographen den Auftritt eines Ensembles thailändischer Hofmusiker auf. Diese Aufnahme war der Grundstein des Berliner Archivs. Der Ethnologe Adolf Bastian war es, der veranlasste, dass jeder deutsche Forschungsreisende mit einem Phonographen ausgestattet wurde. Das gesamte so gesammelte Material kam dem Berliner Phonogrammarchiv zu. Das Phonogrammarchiv in Wien wurde bereits 1899 durch den Neurologen Sigmund Exner gegründet, erste Aufnahmen gingen jedoch erst 1901 ein.

### Vereinigte Staaten
Der Zoologe, Ethnologe und Archäologe Jesse Walter Fewkes (1850–1930) war der Erste, der im Zuge seiner Forschungen bei den Passamaquoddy-Indianern (1890) den Edison-Phonographen für ethnographische Aufnahmen von Musik verwendete. Seine insgesamt dreißig Aufnahmen wurden aufgrund ihrer kulturellen und historischen Bedeutung am 27. Januar 2003 in die National Recording Registry der Library of Congress aufgenommen.

## Technik
Feldaufnahmen können unter Zuhilfenahme unterschiedlicher Aufnahmegeräte entstehen. Die einfachsten sind Smartphones, tragbare digitale Aufnahmegeräte oder Voice-Recorder. Sie sind in der Regel mit Stereomikrofonen, Lautsprecher und Kopfhöreranschluss ausgestattet. Durch ihre Kompaktheit sind sie leicht zu transportieren und schnell und einfach zu bedienen. Außerdem werden oft Aufnahmegeräte mit externen Mikrofonen genutzt, dabei wird im Bereich der Stereomikrofone zwischen binauralen und sogenannten MS Stereo Mikrophonen unterschieden. Des Weiteren können auch Richtmikrofone, Hydrophone oder piezoelektrische Wandler genutzt werden.
Gängige Aufnahmegeräte sind CompactFlash-, Hard-Disk-, MiniDisc- oder DAT-fähig. Es können aber auch höherwertige digitale Diktiergeräte, Notebooks mit Mikrofoneingang oder analoge Kassettenrekorder verwendet werden. Transportable Spulentonbandgeräte waren noch bis in die 1980er Jahre verbreitet, sind jedoch vom Markt verschwunden.
Weiteres Zubehör sind Kopfhörer, Wind-/ Pop-Schutz, Shock-Mount und Mikrofonständer bzw. -stativ.

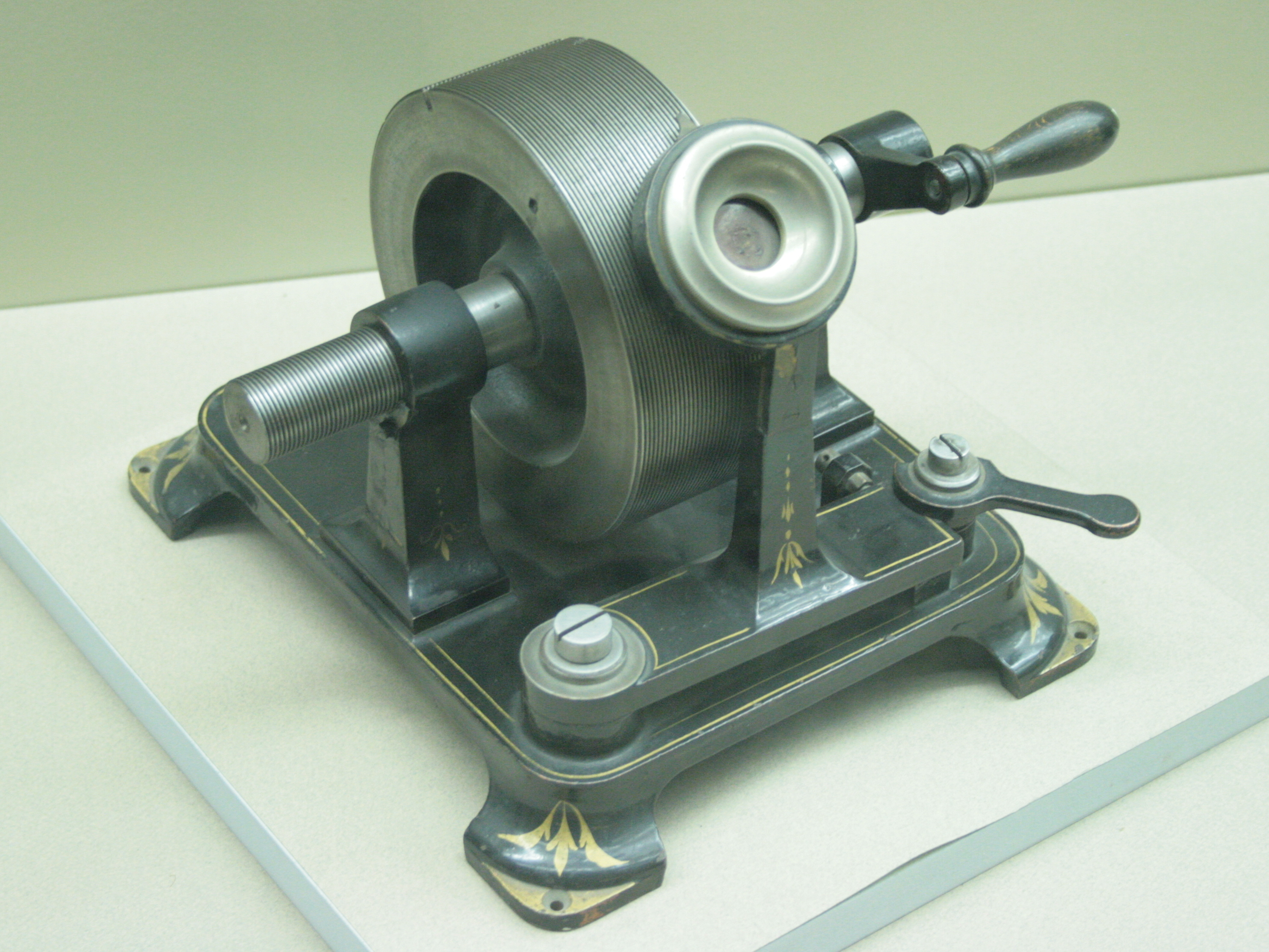
Edison-Phonograph von 1877
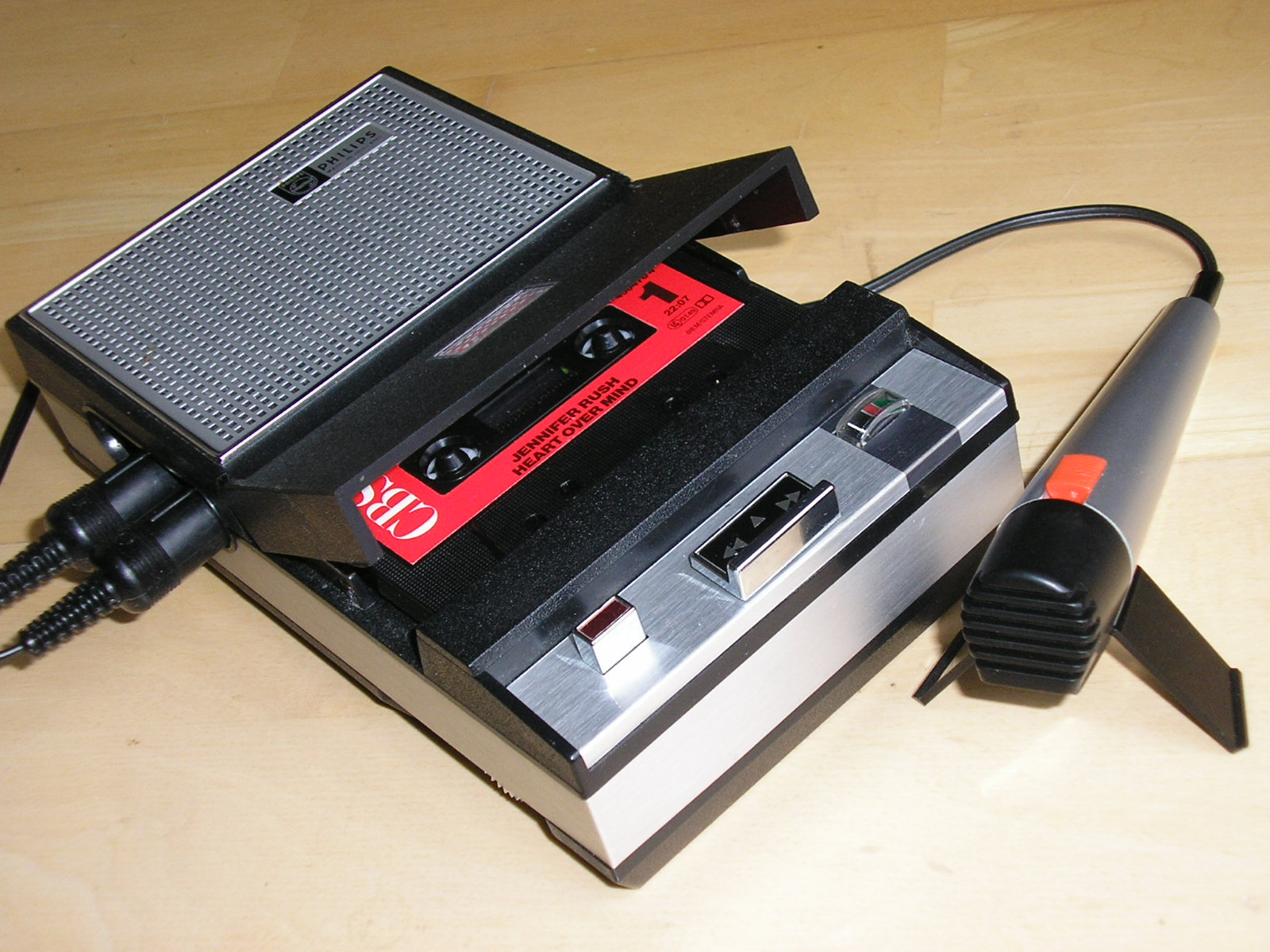
Einer der ersten tragbaren Kassettenrekorder von Philips, 1967
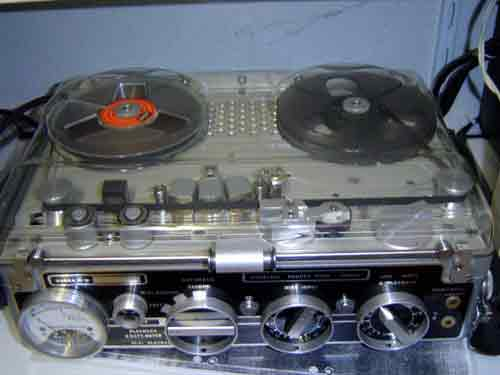
Tragbares Mini-Tonbandgerät Kudelski Nagra Type III von 1967
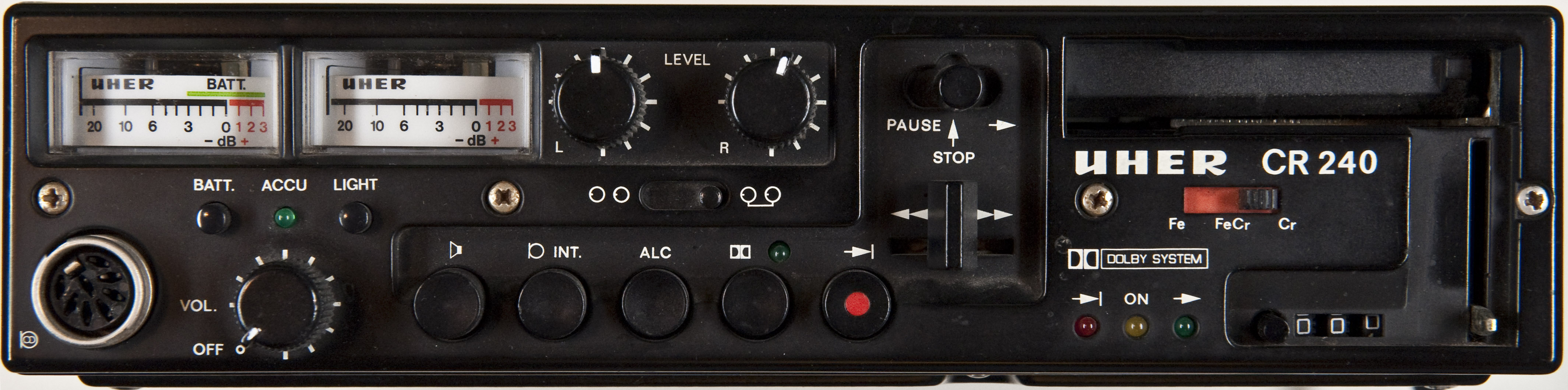
Tragbares Kassettengerät Uher CR 240 mit Dolby B, Ende 1970er
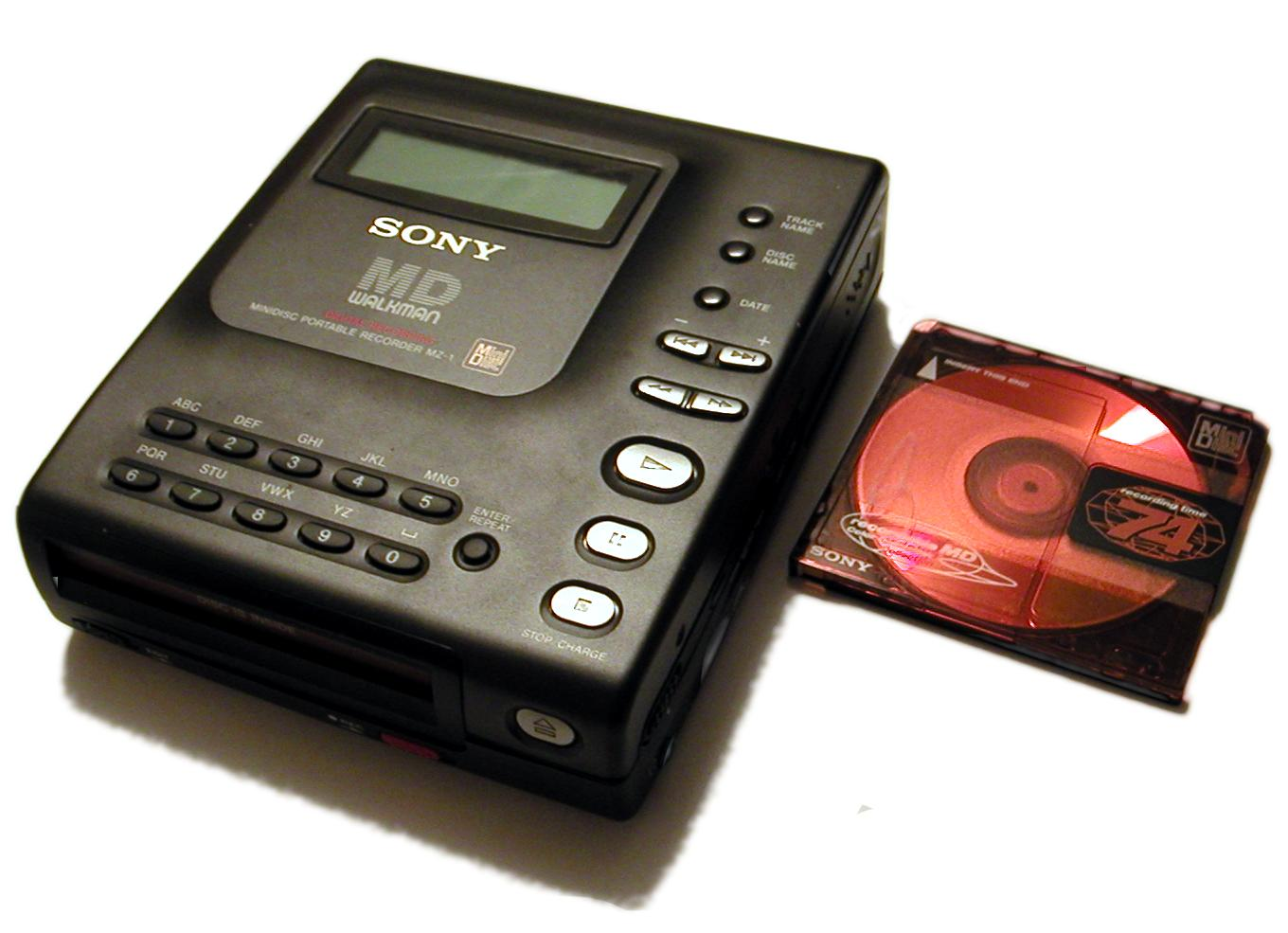
Der erste MiniDisc-Rekorder von Sony, 1992
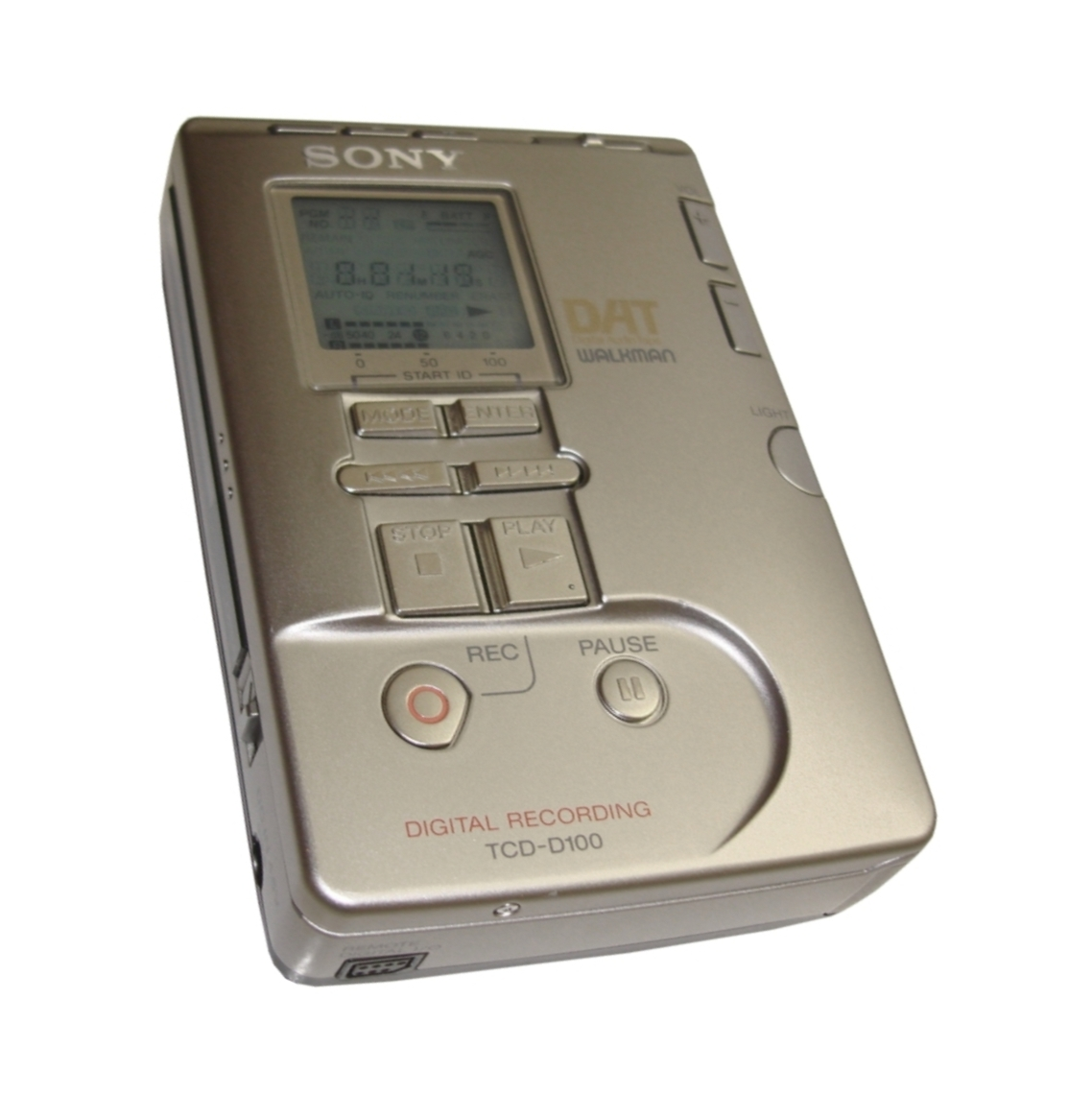
DAT-Rekorder von Sony für digitale Aufnahmen in Audio-CD-Qualität auf Magnetband, ca. 1998
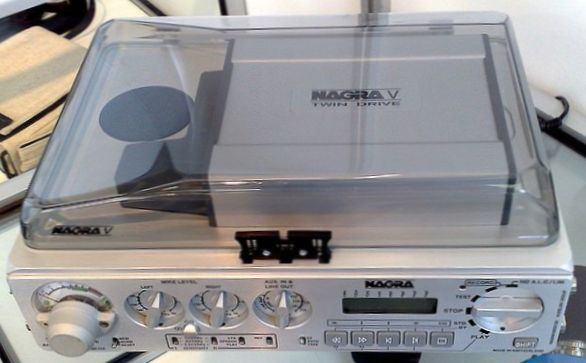
Profi-Stereo-Digitalrekorder von Nagra mit wechselbarer Festplatte oder CompactFlash-Speicherkarte als Speichermedium, etwa 2002
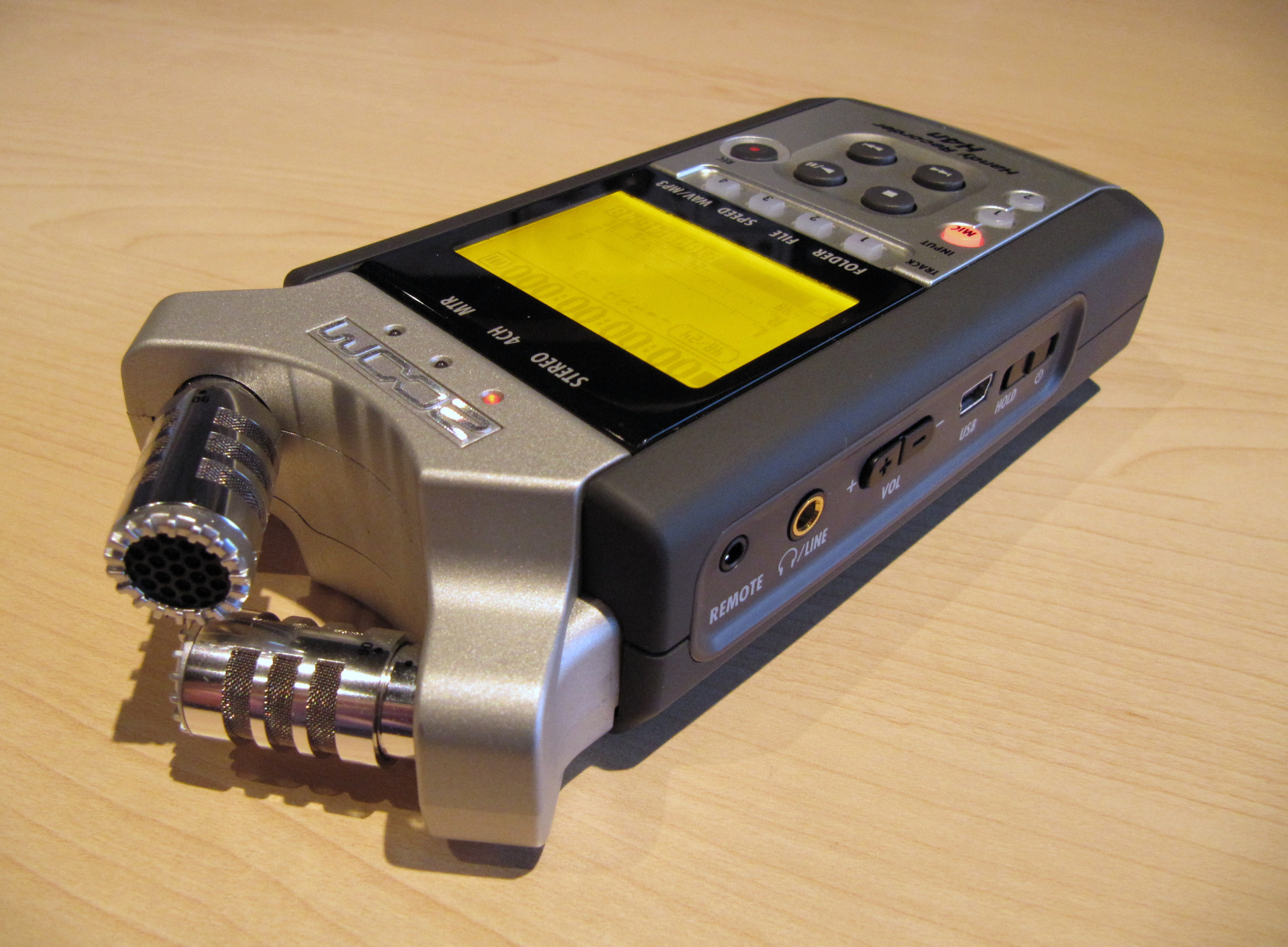
Handlicher Stereo-PCM-Digitalrekorder in XY-Technik mit bis zu 24 bit bei 96 kHz, mit internem Speicher und zusätzlich SD-Speicherkarte, etwa 2009
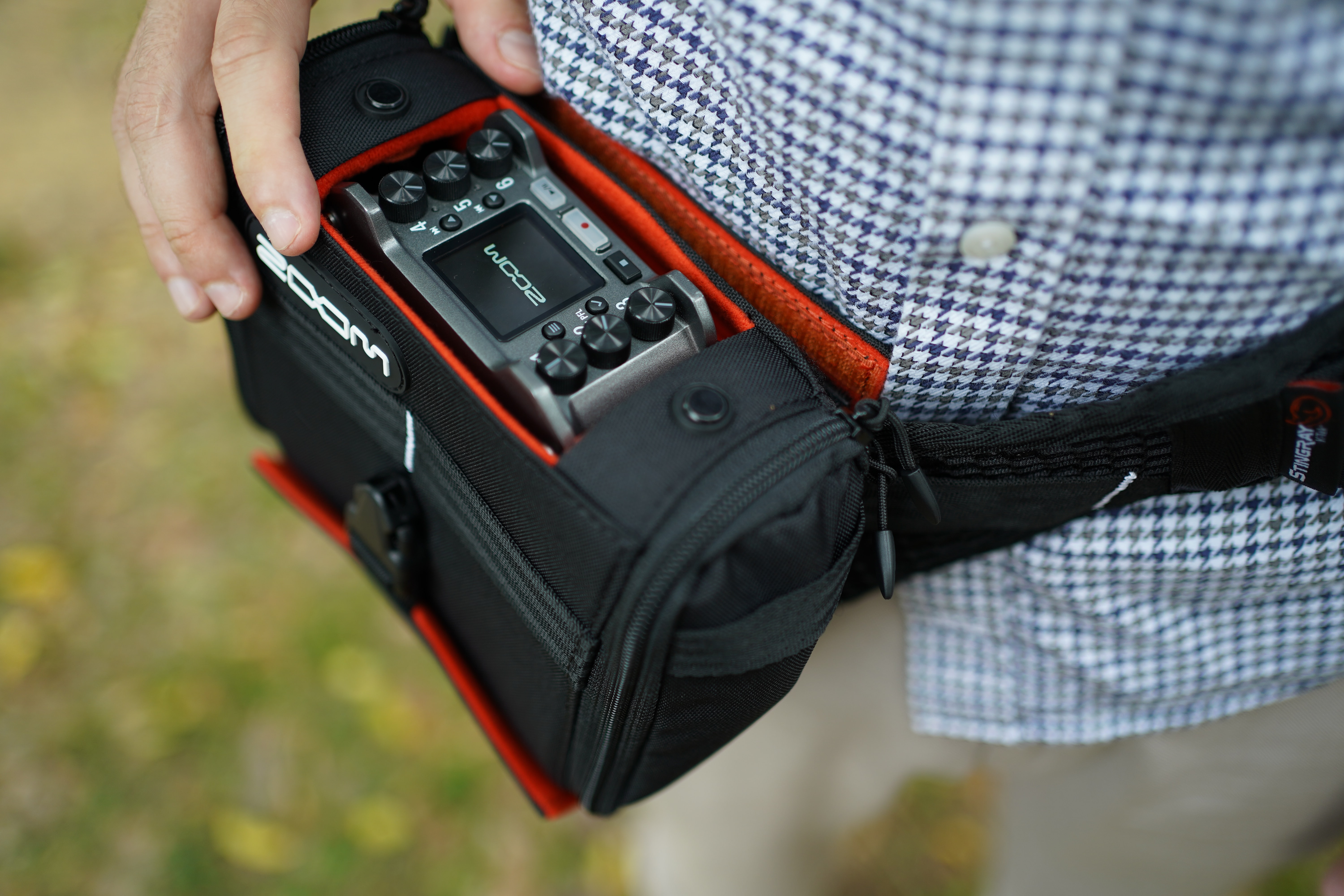
Zoom F6 Field Recorder mit 192kHz 32Bit Float Technologie.
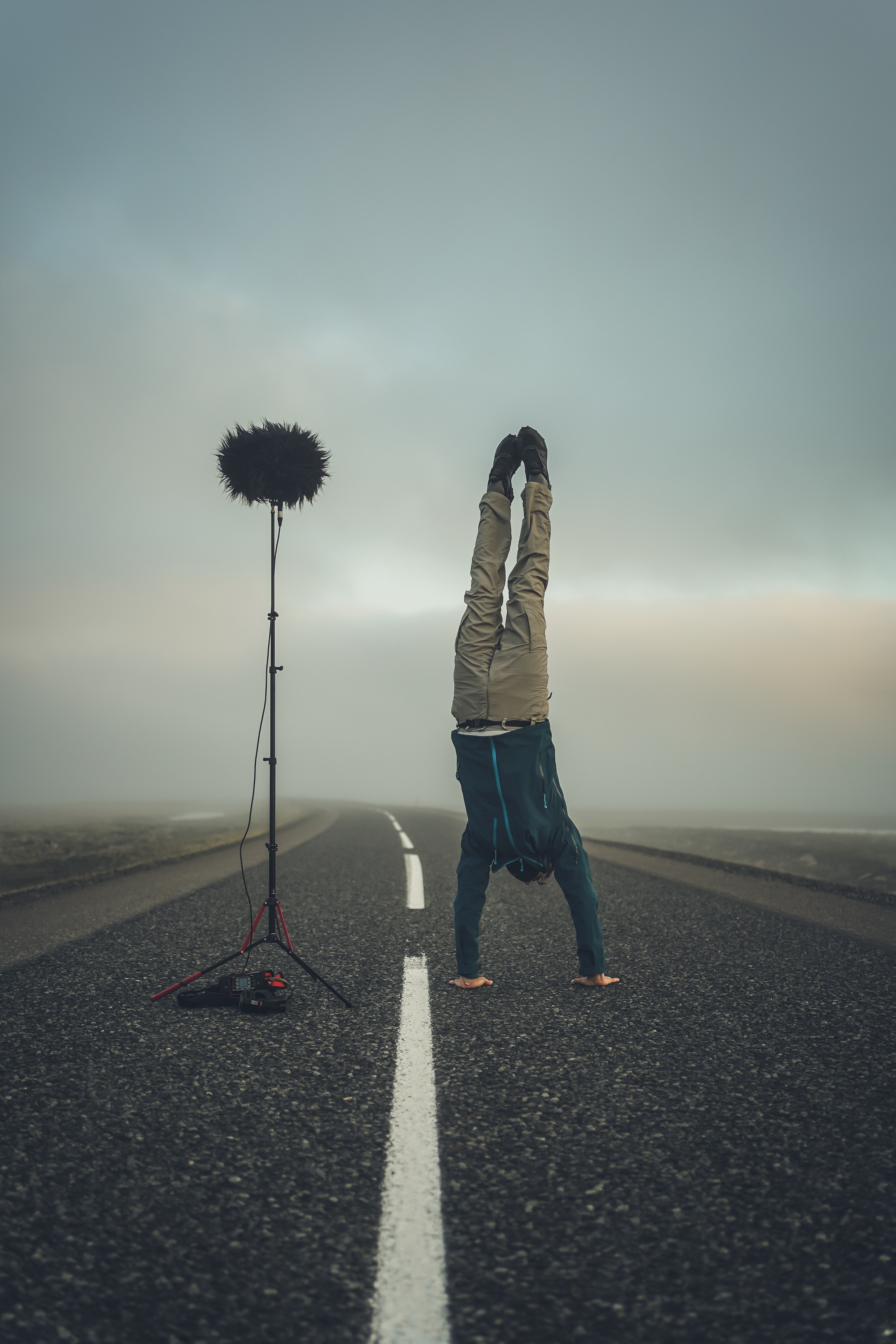
Deutscher Field Recordist Marcel Gnauk mit Cinela Albert und Windschutz in einer ORTF Konfiguration und einem paar Sennheiser MKH 8040 Hochfrequenz-Kondensator Mikrofone.